# Andiamo (cheval)
Pour les articles homonymes, voir Andiamo.
Andiamo est un étalon de saut d'obstacles influent, accepté dans le stud-book du KWPN. Il a été placé dans de nombreuses éditions de la Coupe des nations, de la coupe du monde et de Grands Prix, monté par différents cavaliers dont Henk van de Broek, Jos Lansink, Jean-Claude Van Geenberghe et Kristoph Cleeren.

## Histoire
Andiamo naît en 1993 à l'élevage de Morten Aasen, qui avait originellement acquis sa mère Taj Mahal comme cheval de selle pour son épouse. Le père d'Andiamo, Animo, a été monté en compétition par Morten Aasen.
Andiamo est approuvé un premier temps par le stud-book du NRPS.

## Origines
Andiamo est un fils de l'étalon Animo et de la jument Anglo-arabe Taj Mahal, par Garitchou.